# 萬象春
萬象春（1552年—1612年），字仁甫，號涵台，南京常州府無錫縣（今江蘇省無錫市）人，明朝政治人物。

## 生平
萬曆元年（1573年）癸酉科應天府鄉試第一百二十一名舉人，万历五年（1577年），登丁丑科进士，选为庶吉士，授工科给事中。明神宗生女，诏命户部、光禄寺各献银十万两。万象春力谏无效。萬曆九年，任兵科右給事中。萬曆十年，任戶科左給事中。萬曆十一年，任禮科都給事中。當時郑贵妃受宠，神宗沉湎酒色，万象春借慈宁宫火灾上奏劝谏。宗室繁衍，禄米不足，万象春建议予以变通。恰好河南巡抚褚鈇也奏明此事，神宗于是命万象春出使河南、山西、陕西，遍访各王府，计划周全后奏上。万象春抵达河南，正准备集思广议，而周府各位宗人怀疑褚鈇的奏疏是出自宗正朱睦㮮之意，群起殴打朱睦㮮幾乎致死。万象春将此事上奏，神宗停发各宗人的岁禄。万象春又依次到达秦、晋诸藩王府，奏上方便施行的十五件事，多被采纳。
真人张国祥乞求三年一觐见，万象春认为道教无国家社稷可寄托，不在述职之列。当时明神宗下诏允许皇后父亲永年伯王伟乘坐轿子，万象春认为：“权贵、外戚不许乘轿子，是祖宗的制度。固安伯陈景行、武清伯李伟是皇太后的父亲，鬓发疏落花白被封，才赏赐坐轿。定国公徐文璧为重臣之首，继承爵位良久，所以也获得格外的恩典。现在王伟无法与三人相比，乞求停止前项的命令。”明神宗都没有同意。
初秋时将祭祀祖庙，皇帝斋戒住宿在宫中。万象春说应当住在便殿，不应当在内宫就寝。萬曆帝大怒，停发他三个月的俸禄。不久，因发生灾害，万象春说：“京城之外官吏贪污、残暴，不应当派遣缇骑逮捕审问，宫中禁地幽密不应当驻守重兵，朝廷大臣因建议被贬退的应当考虑依次调迁，内臣有犯王法者，应当送交外廷处理。”皇帝稱知道了。万象春在御史台長期工作，前后上了七十余疏，多是关于军事、国家的大计。他请求恢复建文年号，追加景帝庙号，尤为世人所称道。
萬曆十三年（1585年），万象春出为山东参政。萬曆十六年，任陝西按察使。恰逢妖贼郭大通叛乱，万象春设计成功捉獲。萬曆二十年，历任山西左、右布政使。万历二十五年（1597年），以右副都御史巡抚山东。倭寇進犯朝鲜，滨海郡邑戒严。万象春安抚军民，供应粮米，当机立断。中使陈增以矿税使身份来到山东，万象春上奏评论税使之害。福山知县韦国贤违背陈增旨意被侮辱，被万象春力保，韦国贤被陈增弹劾阻挠征税之事，也得到万象春庇护。明神宗下诏逮捕韦国贤，万象春停俸，于是称病回家。后来，起为南京工部右侍郎，未上任卒。赠右都御史。

## 家族
曾祖萬愷。祖父萬和。父萬天祥。母周氏。具慶下。弟象新、象明。

## 延伸阅读
[在维基数据编辑]
 《明史卷二百二十七》，出自《明史》